# وينفريد درينكواتر
وينفريد درينكواتر (بالإنجليزية: Winifred Drinkwater)‏ (من مواليد 11 أبريل 1913 - تُوفيت في 6 أكتوبر 1996) وهي طيارة اسكتلندية ومهندسة. كانت أول امرأة في العالم تمتلك رخصة طيار تجاري.

## حياتها
ولدت درينكواتر في 11 أبريل 1913 في واترفور، اسكتلندا وكانت الأصغر بين ثلاثة أطفال وهم ألبرت وإيما وبانا.
انضمت درينكواتر إلى نادي الطيران الإسكتلندي بالقرب من رينفرو في 2 يونيو 1930. تدربت تحت قيادة الكابتن جون هيوستن، وهو مدرب في النادي. عندما تأهلت للحصول على رخصة طيارها الخاص في وقت لاحق من ذلك العام أصبحت أصغر طيارة اسكتلندية تمتلك تلك الرخصة.
في 8 مايو 1932، في سن 19، حصلت على رخصة «ب» في نادي "Cinque Ports Flying" في ليمبني في كينت، مما جعلها أصغر طيارة محترفة في المملكة المتحدة وأول امرأة تجريبية في هذا المجال في العالم. علّقت درينكواتر للصحافة قائلةً: «قررت التأهل للحصول على الرخصة المهنية في الطيران. لم أستطع فعل ذلك حتى أصبحت 19 وذلك بسبب اللوائح، وعلى الفور بعد عيد ميلادي في أبريل بدأت بالتقديم للحصول على الرخصة». وكان مطلوب اختبار للطيران الليلي كجزء من التأهل ولسوء حظها كانت الاضواء الكاشفة ضعيفة في مطار ليمبني في ليلة رحلتها التجريبية، ولكنها هبطت بنجاح. حصلت درينكواتر على شهادة معلمها في وقت لاحق في عام 1932.
في سبتمبر 1932، تم منح درينكواتر جائزة الكأس الإسكتلندي لنادي الهبوط. في 11 أكتوبر 1932 في رينفرو ايرودروم، فازت بأحد كؤوس النادي لسباق الهواء، وفازت بفارق ثانيتين فقط على مدى 15 ميلاً.
شملت بعض أعمالها: تسليم الصحف إلى الجزر الاسكتلندية والقيام بمهام صحفية بما في ذلك التصوير الاحترافي فوق بحيرة لوخ نس أثناء بحثهم عن وحش لوخ نس وعملت بالإسعاف الجوي على الجزر الغربية.
في عام 1933 كانت تعمل كطيارة تجارية بواسطة من جون كوثل صاحب «ميدلاند». قامت بأول رحلة طيران لها من رينفرو ايرودروم إلى كامبيلتاون في 27 أبريل 1933 في طائرة دي هافيلاند فوكس موث. وبعد ذلك طارت برحلات مجدولة من غلاسكو إلى لندن في دي هافيلاند دراغون.
قابلت فرانسيس شورت براذرز في شركة رينفرو ايرودروم. عندما التقيا كانت تقوم بتفكيك محرك الطائرة وكانت مغطية بالشحم وقتها. تزوجا في دومفريس في 19 يوليو 1934 وكان لديها طفلان، ابنة تُدعى آن وابن يسمى فرنسيس.
نادرا ما طارت درينكواتر بعد زواجها. بعد وفاة شورت في عام 1954، تزوجت درينكواتر من ويليام أوركارد، وهو صياد سمك. بعد وفاة أورشارد في عام 1983، عادت إلى اسكتلندا وعاشت بالقرب من تيرنبيري في ايرشاير. انتقلت في وقت لاحق إلى نيوزيلندا للعيش مع ابنتها.
جذبت إنجازات درينكواتر الكثير من اهتمام الصحافة والجمهور. تلقت رسائل من معجبين من جميع أنحاء العالم. عندما تزوجت فرانسيس شورت، خططوا لحفل زفاف هادئ. ومع ذلك، تسربت أخبار خططهم وتشكلت الحشود، مما جعلهم يلبسون النثار.
نُصب تمثال برونزي لدرينكواتر في متنزه كلايد فيو في رينفرو في عام 2005.

## وصلات خارجية
- To Ireland by air, clip featuring Winnie درينكواتر at Renfrew Aerodrome via National Library of Scotland